# Exarcado apostólico para los católicos de rito bizantino de la República Checa
El exarcado apostólico para los católicos de rito bizantino de la República Checa (en latín: Exarchatus Apostolicus pro Christifidelibus Byzantini ritus in Republica Cecha y en checo: Apoštolský exarchát řeckokatolické církve v České Republice) es una circunscripción eclesiástica bizantina rutena de la Iglesia católica en la República Checa, inmediatamente sujeta a la Santa Sede. El exarcado apostólico tiene al obispo Ladislav Hučko como su ordinario desde el 24 de abril de 2003. 
En el Anuario Pontificio la Santa Sede usa el nombre Repubblica Ceca.

## Territorio y organización
El exarcado apostólico extiende su jurisdicción sobre los fieles católicos de rito bizantino residentes en la República Checa, incluyendo a miles de trabajadores migrantes greco-católicos de Eslovaquia y Ucrania.
La sede del exarcado apostólico se encuentra en la ciudad de Praga, en donde se halla la Catedral de San Clemente.
En 2019 en el exarcado apostólico existían 19 parroquias agrupadas en 7 decanatos (děkanáty):
- Pražský děkanát: parroquias de: 
  - Katedrála sv. Klimenta en Praga. Comprende los distritos de: Praha, Praha východ, Praha západ, Nymburk, Kolín, Kutná Hora, Benešov, Příbram, Beroun.
  - Sv. Kosmy a Damiana v opatství P. Marie a sv. Jeronýma v Emauzích en Praga, parroquia personal para los greco-católicos eslovacos en el territorio de la parroquia latina de la Santísima Trinidad.
  - Sv. Jana Nepomuckého en Mladá Boleslav. Comprende los distritos de: Mladá Boleslav, Mělník, Kladno, Rakovník. Tiene filiales en Mělník (Čtrnácti sv. pomocníků) y en Kladno (Sv. Floriana).
- Českobudějovický děkanát: parroquias de:
  - Panny Marie Růžencové en České Budějovice. Comprende los distritos de: České Budějovice, Český Krumlov, Prachatice, Jindřichův Hradec. Tiene una filial en Kaplice (Sv. Floriána).
  - Sv. Václava en Strakonice. Comprende los distritos de: Pelhřimov, Písek, Strakonice, Tábor. Tiene una filial en Písek (Povýšení Sv. Kříže).
- Plzeňský děkanát: parroquias de:
  - Sv. Mikuláše en Pilsen. Comprende los distritos de: Plzeň, Plzeň - sever, Plzeň - jih, Rokycany, Klatovy, Domažlice. Tiene una filial en Pilsen (Kaple bl. Hroznaty).
  - Kaple sv. Ondřeje en Karlovy Vary. Comprende los distritos de: Karlovy Vary, Sokolov, Cheb. Tiene filiales en Ostrov nad Ohří (Sv. Archanděla Michaele) y en Sokolov (Sv. Jakuba Většího).
  - Sv. Václava en Tachov. Comprende el distrito de Tachov. Tiene una filial en Tachov (Mariánské Lázně).
- Liberecko-chomutovský děkanát: parroquias de:
  - Sv. Barbory en Chomutov. Comprende los distritos de: Chomutov, Most, Louny. Tiene una filial en Žiželice (Navštívení Panny Marie).
  - Povýšení sv. Kříže en Liberec. Comprende los distritos de: Liberec, Česká Lípa, Jablonec nad Nisou. Tiene una filial en Jablonec nad Nisou (Nejsv. Srdce Ježíšova).
  - Sv. Vojtěcha en Ústí nad Labem. Comprende los distritos de: Ústí nad Labem, Litoměřice, Teplice, Děčín.
- Královéhradecký děkanát: parroquias de:
  - Kaple sv. Josefa en Hradec Králové. Comprende los distritos de: Hradec Králové, Jičín, Náchod, Rychnov nad Kněžnou, Semily, Trutnov. Tiene una filial en Náchod (Sv. Vavřince).
  - Panny Marie Sedmibolestné en Pardubice. Comprende los distritos de: Pardubice, Havlíčkův Brod, Chrudim, Ústí nad Orlicí. Tiene una filial en Chrudim (Sv. Archanděla Michaela).
- Brněnsko-olomoucký děkanát: parroquias de:
  - Sv. Máří Magdaleny en Brno. Comprende los distritos de: Brno - město, Brno - venkov, Blansko, Břeclav, Hodonín.
  - Sv. Ignáce en Jihlava. Comprende los distritos de: Jihlava, Třebíč, Znojmo, Žďár nad Sázavou. Tiene una filial en Velké Meziříčí (Povýšení sv. Kříže).
  - Kostel Panny Marie Sněžné en Olomouc. Comprende los distritos de: Olomouc, Prostějov, Přerov. Tiene filiales en Prostějov (Kaple Nejsvětější Trojice u kostela Povýšení sv. Kříže) y en Přerov (Sv. Michaela archanděla).
  - Sv. Archanděla Michaele en Otrokovice. Comprende los distritos de: Kroměříž, Uherské Hradiště, Vyškov na Moravě, Zlín. Tiene una filial en Velehrad (Basilika Nanebevzetí Panny Marie a sv. Cyrila a Metoděje).
- Ostravsko-opavský děkanát: parroquias de:
  - kaple Nanabevzetí Panny Marie en Ostrava. Comprende los distritos de: Ostrava - město, Nový Jičín, Vsetín.
  - Sv. Marka en Karviná. Comprende los distritos de: Karviná, Frýdek-Místek. Tiene una filial en Frýdek-Místek (Všech svatých).
  - Sv. Jana Křtitele en Opava. Comprende los distritos de: Opava, Bruntál.
  - Sv. Kříže en Jeseník. Comprende los distritos de: Jeseník, Svitavy, Šumperk.

## Historia
A través de la Unión de Úzhgorod en 1646, un grupo de 63 sacerdotes rutenos ortodoxos de la región meridional de los montes Cárpatos (en el Reino de Hungría) se unieron a la Iglesia católica en términos similares a la Unión de Brest de 1596 en la República de las Dos Naciones. Esta decisión es el origen de la Iglesia católica bizantina rutena. El 22 de septiembre de 1818 el territorio de la eparquía de Mukácheve fue dividido por el papa Pío VII mediante a bula Relata semper para crear la eparquía de Prešov, quedando en su jurisdicción durante el Imperio austrohúngaro los greco-católicos de Bohemia y de Moravia. Después del colapso del Imperio austrohúngaro en 1918 al final de la Primera Guerra Mundial, sus súbditos fueron colocados en diferentes estados: Bohemia, Moravia y la Silesia checa se convirtieron en parte del estado de Checoslovaquia. 
El 16 de diciembre de 1933 se estableció una parroquia para los católicos orientales en Praga y se construyó una iglesia dedicada a San Clemente. En 1950 estos creyentes fueron perseguidos por el régimen comunista y obligados a unirse a la Iglesia ortodoxa el 28 de abril de 1950. Los sacerdotes greco-católicos fueron encarcelados y sentenciados, algunos de los cuales fueron deportados. El obispo Pavol Peter Gojitz también fue encarcelado, torturado y sentenciado a cadena perpetua, muriendo en prisión.
Desde el 13 de junio de 1968, después de la Primavera de Praga, la Iglesia greco-católica pudo funcionar nuevamente en Checoslovaquia. Después de la Revolución de Terciopelo en 1993, cuando la República Checa se independizó, fue creado en enero un vicariato para los greco-católicos de la República Checa dentro de la eparquía de Prešov (hoy archieparquía metropolitana de la Iglesia greco-católica eslovaca). 
El exarcado apostólico fue erigido el 18 de enero de 1996 mediante la bula Quo aptius del papa Juan Pablo II, separando territorio de la eparquía de Prešov y nombrando a Ivan Ljavinec como obispo.

Quo aptius consuleretur spirituali saluti atque regimini Christifidelium Byzantini ritus in Republica Cecha commorantium, Nos, uti Successores beati Petri de totius Dominici gregis bono solliciti, audito Venerabili Fratre Nostro Angelo S.R.E. Cardinale Sodano, Secretario Status, in Audientia die duodevicesimo mensis Ianuarii hoc anno illi concessa, Exarchiam Apostolicam pro iisdem censuimus esse condendam. Summa igitur Apostolica potestate, quadam detracta parte territorii ab Eparchia Presoviensi, novam constituimus Exarchiam Apostolicam pro Christifidelibus Byzantini ritus in Republica Cecha, cuius Sedem in urbe Praga poni iubemus suam habentem Cathedralem ecclesiam in templo Sancto Clementi Papae dicato, cunctis factis propriis iuribus atque obligationibus. Haec omnia reliquaque secundum normas Codicis Canonum Ecclesiarum Orientalium temperentur. Insuper de eodem absoluto negotio sueta documenta exarentur et ad Congregationem pro Ecclesiis Orientalibus mittantur. Hanc denique Apostolicam Constitutionem nunc et in posterum ratam esse volumus, contrariis quibuslibet rebus nihil obstantibus.

La nueva diócesis permitió regularizar la situación de sacerdotes latinos casados que fueron secretamente ordenados durante el régimen comunista en Checoslovaquia, 18 de los cuales fueron reordenados en el rito bizantino en 1997. El exarcado apostólico está bajo dependencia directa de la Congregación para las Iglesias Orientales.

## Estadísticas
De acuerdo al Anuario Pontificio 2020 el exarcado apostólico tenía a fines de 2019 un total de 170 000 fieles bautizados.
| Año                                                                             | Población            | Población | Población      | Sacerdotes | Sacerdotes    | Sacerdotes    | Bautizados por sacerdote | Diáconos permanentes | Religiosos | Religiosos | Parroquias |
| Año                                                                             | Bautizados católicos | Total     | % de católicos | Total      | Clero secular | Clero regular | Bautizados por sacerdote | Diáconos permanentes | Varones    | Mujeres    | Parroquias |
| ------------------------------------------------------------------------------- | -------------------- | --------- | -------------- | ---------- | ------------- | ------------- | ------------------------ | -------------------- | ---------- | ---------- | ---------- |
| 1999                                                                            | 200 000              | ?         | ?              | 33         | 31            | 2             | 6060                     |                      | 3          | 3          | 23         |
| 2000                                                                            | 270 000              | ?         | ?              | 36         | 31            | 5             | 7500                     |                      | 6          | 3          | 24         |
| 2001                                                                            | 250 000              | ?         | ?              | 37         | 31            | 6             | 6756                     |                      | 17         | 4          | 25         |
| 2002                                                                            | 190 000              | ?         | ?              | 42         | 31            | 11            | 4523                     |                      | 19         | 4          | 25         |
| 2003                                                                            | 177 704              | ?         | ?              | 46         | 34            | 12            | 3863                     |                      | 12         |            | 25         |
| 2004                                                                            | 177 704              | ?         | ?              | 38         | 36            | 2             | 4676                     |                      | 2          |            | 25         |
| 2009                                                                            | 178 150              | ?         | ?              | 39         | 39            |               | 4567                     |                      |            |            | 25         |
| 2010                                                                            | 178 150              | ?         | ?              | 41         | 41            |               | 4345                     | 3                    |            |            | 25         |
| 2013                                                                            | 170 000              | ?         | ?              | 41         | 41            |               | 4146                     | 1                    |            |            | 21         |
| 2016                                                                            | 170 000              | ?         | ?              | 44         | 44            |               | 386                      | 1                    |            |            | 21         |
| 2019                                                                            | 170 000              |           |                | 39         | 39            |               | 435                      | 3                    |            |            | 19         |
| Fuente: Catholic-Hierarchy, que a su vez toma los datos del Anuario Pontificio. |                      |           |                |            |               |               |                          |                      |            |            |            |

## Episcopologio
- Ivan Ljavinec † (18 de enero de 1996-23 de abril de 2003 retirado)
- Ladislav Hučko, desde el 24 de abril de 2003